# Hierba Buena
Hierba Buena är en ort i Mexiko.   Den ligger i kommunen San Francisco Chapulapa och delstaten Oaxaca, i den sydöstra delen av landet, 300 km sydost om huvudstaden Mexico City. Hierba Buena ligger 1 586 meter över havet och antalet invånare är 232.
Terrängen runt Hierba Buena är bergig åt nordväst, men åt sydost är den kuperad. Runt Hierba Buena är det ganska glesbefolkat, med 38 invånare per kvadratkilometer. Närmaste större samhälle är San Bartolomé Ayautla, 13,1 km nordost om Hierba Buena. I omgivningarna runt Hierba Buena växer i huvudsak städsegrön lövskog.